# Mengüjekides

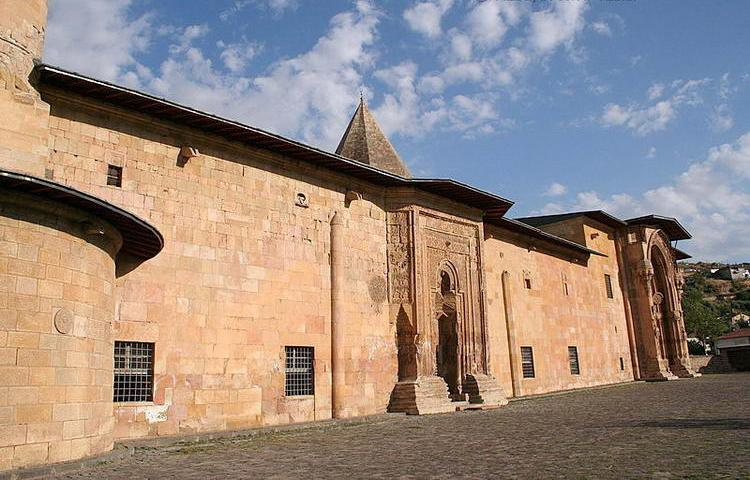
La grande mosquée de Divriği.

Les Mengüjekides ou Mengütchekides (en turc : Mengücekoğulları) forment une dynastie turkmène en Anatolie orientale autour d'Erzincan et de Divriği (1118-1252).

## Histoire
L'histoire de cette dynastie est mal connue. Elle s'est constituée à l'est du territoire des Danichmendides et à l'ouest de celui des Saltukides après que la victoire turque à la bataille de Manzikert contre l'empire byzantin ait permis au turcs de s'installer en Anatolie (1071). Sa capitale est Kemah.
La date de prise de pouvoir de Mengücük Ahmed Gazi, l'éponyme de la dynastie, n'est pas connue. Son fils İshak (ʾIsḥāq) lui succède à Kemah en 1118. Le mausolée de Mengücük Gazi est à Kemah.
İshak commence son règne par le saccage de Malatya en 1118. Cette mise à sac provoque une détérioration des relations entre les Mengüjekides et le sultanat de Roum. La dynastie va être en butte à ses voisins du sultanat de Roum, elle va solliciter le soutien de l'empire de Trébizonde pour les combattre.
Au cours d'une bataille en 1120, près d'Erzincan, İshak est vaincu par Tuğrul, fils de Kılıç Arslan Ier et le gouverneur de Malatya. Il va rester longtemps sous la protection de son beau-père, le Dalichmendide Emir Gazi Gümüştekin.
Conformément à l'usage des tribus turques, son territoire est partagé entre ses deux fils. L'aîné, Davud, règne à Erzincan et Kemah. Le second, Süleyman, règne à Divriği.

### À Erzincan
Davud succède à son père en 1142. son fils Fahreddin Behram Şah succède à Davaud en 1165. Son petit-fils Alaeddin Davud règne en 1225 et tombe sous les coups du sultan de Roum Kay Qubadh en 1228.
Aucun monument ne reste de cette dynastie à Erzincan. En 1243, le sultan de Roum Kay Khusraw est sévèrement battu par le général mongol Baïdju à la bataille de Köse Dağ. La ville d'Erzincan est alors pillée. On sait que la cour d'Erzincan était un centre culturel car Behram Şah est le dédicataire d'œuvres des poètes persans Nizami et Khaqani.

### À Divriği
Le fils cadet d'İshak, Süleyman, règne à Divriği dans la province de Sivas jusqu'en 1175. ensuite ses descendants se succèdent jusqu'en 1252.
Contrairement à la branche aînée, les beys de Divriği ont laissé plusieurs monuments importants dont deux sont inscrits sur la liste du patrimoine mondial de l'UNESCO : la grande mosquée (Ulucami) et l'hôpital (Darüşşifası, maison de la guérison) depuis 1985.
- La grande mosquée a été construite au début du règne de Hüsameddin Ahmet Şah (1228)[8].
- L'hôpital a été construit par Turan Melik, fille de Behram Şah et épouse de Hüsameddin Ahmed entre 1228 et 1229[8],[3].
- La mosquée de la forteresse (Kale Camii) a été construite par İshak en 1180-1181, ce qui en fait une des plus anciennes mosquées d'Anatolie[9].
- Le mausolée de Sitte Melik (Sitte Melik Kümbeti)

## Les dynasties
| Dates                 | Nom                                                                                               | Fils de                                                                                           | Nom arabe                                                                                         |                                                                                                   |
| --------------------- | ------------------------------------------------------------------------------------------------- | ------------------------------------------------------------------------------------------------- | ------------------------------------------------------------------------------------------------- | ------------------------------------------------------------------------------------------------- |
| ????-1118             | Mengücük Ahmed                                                                                    |                                                                                                   | منجوجك أحمد                                                                                       | Fondateur et éponyme de la dynastie à Kemah.                                                      |
| 1118-1142             | İshak                                                                                             | Mengücük                                                                                          | إسحاق                                                                                             | Après lui le domaine est divisé en deux parties entre ses fils.                                   |
| À Erzincan et à Kemah |                                                                                                   |                                                                                                   |                                                                                                   |                                                                                                   |
| 1142-1165             | Davud Ier                                                                                         | İshak                                                                                             | داوود                                                                                             |                                                                                                   |
| 1165-1225             | Fahreddin Behram Şah                                                                              | Davud Ier                                                                                         | فخر الدين بهرام شاه                                                                               | Sa fille, Turan Melik, épouse le bey de Divriği Hüsameddin Ahmed.                                 |
| 1225-1228             | Alaeddin Davud II                                                                                 | Behram Şah                                                                                        | علاء الدين داوود                                                                                  |                                                                                                   |
| 1228                  | Annexion par les Seljoukides de Roum.                                                             | Annexion par les Seljoukides de Roum.                                                             | Annexion par les Seljoukides de Roum.                                                             | Annexion par les Seljoukides de Roum.                                                             |
| À Divriği             |                                                                                                   |                                                                                                   |                                                                                                   |                                                                                                   |
| 1142-1175             | Süleyman Ier                                                                                      | İshak                                                                                             | سليمان                                                                                            |                                                                                                   |
| 1175-1197             | Seyfeddin Şehinşah                                                                                | Süleyman Ier                                                                                      | سيف الدين شاهنشاه                                                                                 |                                                                                                   |
| 1197-1229             | Süleyman II                                                                                       | Şehinşah                                                                                          | سليمان                                                                                            |                                                                                                   |
| 1229-1242             | Hüsameddin Ahmed                                                                                  | Süleyman II                                                                                       | حسام الدولة أحمد                                                                                  |                                                                                                   |
| 1242-1252             | Melikşah                                                                                          | Ahmed                                                                                             | ملكشاه                                                                                            |                                                                                                   |
| 1252                  | Annexion par les Seljoukides de Roum ou disparaît en 1277 à cause de la conquête par les Mongols. | Annexion par les Seljoukides de Roum ou disparaît en 1277 à cause de la conquête par les Mongols. | Annexion par les Seljoukides de Roum ou disparaît en 1277 à cause de la conquête par les Mongols. | Annexion par les Seljoukides de Roum ou disparaît en 1277 à cause de la conquête par les Mongols. |